# Bergonzio Botta
Bergonzio Botta (1454 – Milano, 10 gennaio 1504) fu tesoriere generale del Ducato di Milano.

## Biografia
Membro della famiglia Botta in Branduzzo, figlio di Giovanni, signore di Monferradello dal 1479, di Fortunago, di Torre d'Isola dal 1490, di Stefanago e di Rocca Susella dal 1496, di Sale dall'8 maggio 1500, patrizio milanese, patrizio di Pavia, dal 1489 è stato tesoriere generale ed Amministratore Generale delle Entrate del Ducato di Milano.
La passione per l'arte ma anche per la tecnologia e l'idraulica lo portarono a realizzare grandi opere all'epoca di Ludovico il Moro della cui corte era un personaggio di spicco.
A lui si deve la realizzazione delle rogge Bergonza e Bergonzina e le derivazioni idrauliche dalle colline dell'Oltrepò fino a Branduzzo e Calcababbio (Lungavilla) realizzate nel 1490. Nella realizzazione delle tre derivazioni del Po pare ebbe l'aiuto di Leonardo da Vinci con il quale Bergonzio Botta fu a stretto contatto. Nel 1493 l'opera fu visitata da Carlo VIII accompagnato da Ludovico il Moro.
Come riconoscimento venne assegnato a il possesso di migliaia di ettari di terreni, alla sua morte i possessori dei terreni che avevano subito danneggiamenti a causa del nuovo corso del Po aprirono dei contenziosi che vennero però risolti dalla moglie Daria e dai figli.